# Intel Quick Sync Video
Intel Quick Sync Video é uma tecnologia da Intel para codificação e decodificação, que está integrada em muitas CPUs da Intel. O nome "Quick Sync" refere-se ao uso da transcodificação rápida ("syncing") de um vídeo, por exemplo, um DVD ou disco Blu-ray, para outro formato, por exemplo, um formato compatível com os smartphones. O Quick Sync foi introduzido pela microarquitetura Sandy Bridge em 9 de janeiro de 2011.
O Quick Sync tem sido elogiado por ser extremamente rápido. Um benchmark do site Tom's Hardware mostrou que é possível encodar um vídeo de 4 minutos 1080p com 449 MB para 1024x768 em 22 segundos. A mesma codificação usando o software levou 172 segundos. Fazendo a mesma codificação usando uma GeForce GTX 570 da Nvidia e uma Radeon  HD 6870 da AMD demorou 83 e 86 segundos respectivamente. Ao contrário da codificação GPGPU, o quick sync é um circuito integrado com uma tarefa especifica. Isso possibilita um melhor aproveitamento de energia para um processamento de vídeo mais rápido.
No quick sync, como em outras tecnologias de codificação e aceleração de vídeo, a qualidade dos vídeos é menor do que os codificadores que utilizam somente a CPU. A velocidade é priorizada em detrimento a qualidade.
O Quick Sync está disponível em algumas CPUs da linha Sandy Bridge, não disponível nas cpus mais baratas como os Pentium e Celerons. A atual geração do Quick Sync suporta H.264/MPEG-4 AVC, VC-1 e MPEG-2 como padrões. As próximas CPUs Ivy Bridge incluirão a próxima geração do Quick Sync.. A tecnologia foi revelada no Intel Developer Forum em 2010 no dia 13 de setembro, mas de acordo com o Tom's Hardware, o Quick Sync foi concebido 5 anos antes.

## Compatibilidade com sistemas operacionais

### OS X
A Apple adicionou ao OS X Mountain Lion para o AirPlay Mirroring e QuickTime X.

### Linux
O Quick Sync atualmente não é suportado pelo Linux. No momento a Intel não tem qualquer plano de implementação da tecnologia no ambiente Linux, embora tenha considerado anteriormente.